# 星野美香
星野 美香（ほしの みか、現姓：馬場、1965年7月10日 - ）は、日本の卓球選手。

## 経歴・人物
群馬県利根郡片品村出身。片品村立片品中学校・群馬県立前橋東高等学校を経て青山学院大学文学部教育学科卒。
卓球を始めたのは小学校3年時で、自宅に卓球台があり、兄が卓球をやっていたからだという。
1980年、中学校3年次の全国中学校卓球大会ではベスト8、同年12月の全日本卓球選手権大会ジュニアの部でもベスト8に入った。群馬県立前橋東高等学校2年次の1982年の全国高等学校総合体育大会で優勝、高校3年次の1983年高校総体も優勝して連覇を達成。
1983年の第37回世界卓球選手権（日本・東京）大会では高校生ながら卓球日本代表に抜擢され、団体戦で決勝戦に進出、決勝では中華人民共和国に敗れたが準優勝の立役者の一人となった。その年の暮れの全日本卓球選手権大会女子シングルスで優勝。この時の優勝は1949年に田中良子（当時：山口県立柳井高等学校）が優勝して以来、34年ぶり2人目となる高校生女王となる偉業でもあった。そして全日本卓球選手権大会では初優勝から5年連続優勝を続けた。
1984年に青山学院大学へ進学、関東学生卓球選手権でシングルス、ダブルス共に4連覇、関東学生リーグ戦では1部34勝1敗、2部5勝0敗、全日本学生卓球選手権では大学4年間でシングルス4連覇、ダブルス3回優勝を果たすなど学生記録を塗り替えた。
1987年、大学卒業と共に三井銀行へ入行。1988年には卓球がオリンピック競技となった1988年ソウルオリンピックに日本代表として出場、石田清美と組んだ女子ダブルスでは金メダルを獲得した韓国ペアに準決勝で敗れ、3位決定戦でもユーゴスラビアに敗れて銅メダルを逃すも4位に入賞した。
その後、1989年に世界卓球選手権千葉大会に出場し、1990年の全日本卓球選手権大会で7度目の優勝を果たしている。また1992年バルセロナオリンピックにも出場した。
現役引退後は卓球の指導やテレビ中継の解説、雑誌「卓球王国」にてコラム（『星野美香の卓球エッセイ』、2005年1月号 - 12月号）を連載した。
2014年から2015年12月まで福原愛（全日本空輸）の専属コーチに就任している。2016年リオデジャネイロオリンピック後、村上恭和監督の退任を受けて女子日本代表監督に就任した。監督初陣となった2017年4月のアジア選手権では団体で銀メダル、平野美宇の女子シングルスの金メダルの獲得。
2021年9月末で監督を退任を発表。
2022年4月からJOCエリートアカデミーの総監督に就任。同年6月、日本卓球協会の強化本部長に就任することが決まった。

## 主な戦績
- 全日本卓球選手権大会
  - 一般女子シングルス：優勝7回（1983年～1987年：5連覇、1989年～1990年：2連覇）
  - 一般女子ダブルス：優勝1回（1988年、山田道代とのペア）
  - ジュニアの部：ベスト8（1980年）
- オリンピック
  - 1988年ソウルオリンピック - 女子ダブルス4位（石田清美とのペア）
  - 1992年バルセロナオリンピック - 女子シングルス：決勝トーナメント1回戦敗退
- 世界卓球選手権大会 - 団体2位（1983年、東京大会）
- アジア競技大会卓球競技 -女子シングルス3位、女子ダブルス、団体3位（1986年、ソウル大会）
- 全日本卓球選手権群馬県大会 - 5年連続優勝
- 全国中学校卓球大会　- ベスト8（1980年）
- 全国高等学校総合体育大会 - 女子シングルス優勝2回（1982年、1983年）
- 関東学生卓球選手権 - 女子シングルス、ダブルス4連覇
- 全日本学生卓球選手権 - 女子シングルス4連覇、ダブルス3回優勝

## テレビ番組
- 卓球ジャパン! 東京五輪日本代表監督が初出演！（2021年11月13日、BSテレ東）[12]